# Барзани, Нечирван
Нечирва́н Идри́с Барза́ни (курд. نێچیرڤان ئیدریس بارزانی; род. 21 сентября 1966, Барзан, Ирак) — курдский государственный и политический деятель, с 2019 года президент Региона Курдистан, ранее премьер-министр КРГ. Внук курдского национального героя Мустафы Барзани, сын Идриса Барзани и племянник бывшего президента и главы Демократической партии Курдистана (ДПК) Масуда Барзани.

## Биография
После поражения Сентябрьского восстания 1961—1975 годов Нечирван вместе с семьёй жил в Иране.
Учился в средней школе в Кередже (пригород Тегерана), там же начал политическую деятельность в молодёжном отделении ДПК — «Союзе учащейся молодёжи Курдистана». Отец нередко брал его в свои дипломатические поездки по странам Европы и Ближнего Востока.
В 1984 году поступил на факультет политологии Тегеранского университета, который оставил в 1987 году из-за неожиданной смерти отца. С этого момента целиком уходит в политическую деятельность. С 1989 года — член ЦК ДПК. После освобождения Курдистана осенью 1991 года руководит городом и районом Дахук.
С 1996 года — вице-премьер, с 1999 — премьер правительства ДПК в Эрбиле. С марта 2006 по сентябрь 2009 года — глава объединённого (ДПК-Патриотический союз Курдистана (ПСК)) Регионального Правительства Курдистана (КРГ).
В должности премьер-министра активно способствовал экономическому и социальному развитию Курдистана, который в его премьерство переживает экономический подъём. В частности, является автором программы развития интернета в Курдистане; по его инициативе было организована широкая сеть интернет-кафе, чтобы каждый житель мог иметь доступ к сети. При нём осуществлялись и осуществляются масштабные проекты по развитию коммунальной сферы и привлечению инвестиций: он — инициатор недавно (2006) принятого закона, представляющего 10-летние налоговые каникулы иностранным инвесторам, разработчик строительных программ (элитный квартал Dream-city и деловой центр Airport-city в Эрбиле, Mass-media-city и т. д.).
Тому, что он явился ведущим кандидатом на должность главы объединённого правительства, кроме деловых качеств способствовали и личные — ровный и спокойный, неконфликтный характер, который создал ему авторитет даже среди противников ДПК.
На официальном сайте Регионального Правительства его идеалом провозглашается «светское, плюралистическое, демократическое правительство» и «свободный и преуспевающий Курдистан, живущий в мире с собой и своими соседями».
После формирования нового кабинета КРГ в отставке, в 2010 году назначен заместителем председателя Демократической Партии Курдистана.
28 мая 2019 года избран президентом Региона Курдистан, став преемником своего дяди Масуда Барзани, ушедшего в отставку 1 ноября 2017 года.
Помимо родного курдского, владеет персидским, арабским и английским языками. Увлекается персидской и курдской поэзией. Женат на Набиле Барзани, пятеро детей.